# فاتمان سكوب
إسحاق فريمان الثالث (6 أغسطس 1971 - 30 أغسطس 2024)، اشتهر باسمه المسرحي فاتمان سكوب (Fatman Scoop) ، هو مُغني راب ومروج وشخصية إذاعية أمريكية. اشتهر بصوته الخشن والصاخب على خشبة المسرح.
اشتهر بأغنية «Be Faithful»، التي تصدرت قوائم الاستماع في المملكة المتحدة وجمهورية أيرلندا في أكتوبر 2003، وبلغت ذروتها ضمن العشرة الأوائل في الدنمارك وأستراليا. كانت الأغنية مشهورة في النوادي حول العالم لسنوات، لكن الأمر استغرق عامين لإزالة العينات من جاي زي وبلاك شيب وكوين بين وذا بيتنوتس و فيث إيفانز. كما تعاون مع العديد من الفنانين، مثل ليل جون، وماريا كاري، وجانيت جاكسون، وويتني هيوستن، وبيتبول، وسكريليكس، من بين آخرين.

## وفاته
بتاريخ 31 أغسطس 2024 أعلن مدير أعماله عن وفاة فاتمان سكوب، بعد أن كان قد سقط على خشبة المسرح خلال حفلة موسيقية في اليوم السابق. وذلك خلال إحيائه حفلة في مدينة هامدن بولاية كونيتيكت في شمال شرق الولايات المتحدة، فنُقِل إلى المستشفى، لكنّ الأطباء لم يتمكنوا من إنعاشه.

## روابط خارجية
- موقع رسمي نسخة محفوظة 8 ديسمبر 2022 على موقع واي باك مشين.
- ماي سبيس الرسمية